# Шестакова, Мария Ефимовна
Мария Ефимовна Шестакова (1911―2004) ― советский бурятский художник, Заслуженный деятель искусств Бурят-Монгольской АССР, Народный художник Бурятской АССР, кавалер Ордена «Знак Почета», член Союза художников СССР.

## Биография
Родилась 1 марта 1911 года в городе  Верхнеудинск (ныне ― город Улан-Удэ), Верхнеудинский уезд, Забайкальская область, Российская империя.
После завершения учёбы в школе поступила в Иркутский художественный техникум, которое окончила в 1931 году. В училище занималась в мастерской И.Л.Копылова. 
С 1931 года является постоянным участником республиканских, межобластных, всесоюзных, всероссийских, зональных, зарубежных выставок, в том числе персональных в Республиканском художественном музее имени Цыренжапа Сампилова в 1985-1986 годах, и совместно со своим супругом, народным художником РСФСР А.И. Тиминым в 2001 году.
В 1933 году была принята в члены Союза художников СССР. Была участником I и II декады Бурятского искусства и литературы в Москве в 1940 и 1959 годах.
В 1945 году работала в отделе «Агитокна ТАСС» при республиканских газетах «Бурят-Монгольская правда», «Буряад унэн». С 1947 года Шестакова начала работать художником-постановщиком в Бурятском Государственном академическом театре оперы и балета.
Мария Ефимовна Шестакова написала такие работы, как: «Пожар и наводнение в Верхнеудинске» (1937), «Возвращение в родной колхоз» (1947), «Танцовщица Т. Гергесова» (1953), «Доржи Банзаров у декабриста Н. Бестужева» (1953), «Семейская». 
Занималась оформлением таких спектаклей, как: опера «Энхэ Булат-Батор» (1940), «Чио Чио Сан» (1947, 1982), балет «Красавица Ангара» (1959) и другие. всего Шестакова оформила более ста спектаклей.
Её произведения находятся в Республиканском художественном музее имени Цыренжапа Сампилова и в Музее истории Бурятии имени Матвея Хангалова.
Заведующая экспозиционным залом музея им. Сампилова Людмила Цыреннимаева так сказала о творчестве Шестакой:

Трудно назвать хотя бы одну из классических театральных постановок, к которой Мария Шестакова не создала бы сценические декорации или эскизы костюмов ("Лебединое озеро", "Фауст", "Красавица Ангара", "Разрыв-трава" и многие другие). Все её работы исполнены искреннего воодушевления, лиризма, грации и света, отличаются присущей художнице особой системой выразительных пластических средств. Все это свидетельствует о том неоценимом вкладе, который был внесен ею в развитие театрально-художественного искусства Бурятии.— 
За заслуги перед советским изобразительным искусством Мария Шестакова награждена орденом «Знак Почёта», ей также присвоены почётные звания «Заслуженный деятель искусств Бурят-Монгольской АССР» и «Народный художник Бурятской АССР».
Умерла в 2004 году в Улан-Удэ.